# 特蕾西·厄尔曼秀
《特蕾西·厄尔曼秀》（英語：The Tracey Ullman Show）是一出每周播放的美国电视综艺节目。

## 概要
由英国喜剧演员特蕾西·厄尔曼主持。特蕾西·厄尔曼秀首播于1987年4月5日，是福克斯的第二部黄金时段节目（在《憔悴潘郎》之后），并一直播出到1990年5月26日。后来大获成功的《辛普森一家》的早期版本便是在《特蕾西·厄尔曼秀》上播出的。《特蕾西·厄尔曼秀》还是第一部由Gracie Films与二十世纪福克斯共同出品的节目。